# Newport (Vermont)
Newport es una ciudad ubicada en el condado de Orleans en el estado estadounidense de Vermont. En el año 2010 tenía una población de 4,589 habitantes y una densidad poblacional de 232.9 personas por km². Newport es también la sede del condado.

## Geografía
Newport se encuentra ubicada en las coordenadas 44°56′39″N 72°12′16″O / 44.94417, -72.20444.

## Demografía
Según la Oficina del Censo en 2000 los ingresos medios por hogar en la localidad eran de $25,544 y los ingresos medios por familia eran $34,922. Los hombres tenían unos ingresos medios de $33,810 frente a los $19,787 para las mujeres. La renta per cápita para la localidad era de $20,054. Alrededor del 18.2% de la población estaban por debajo del umbral de pobreza.

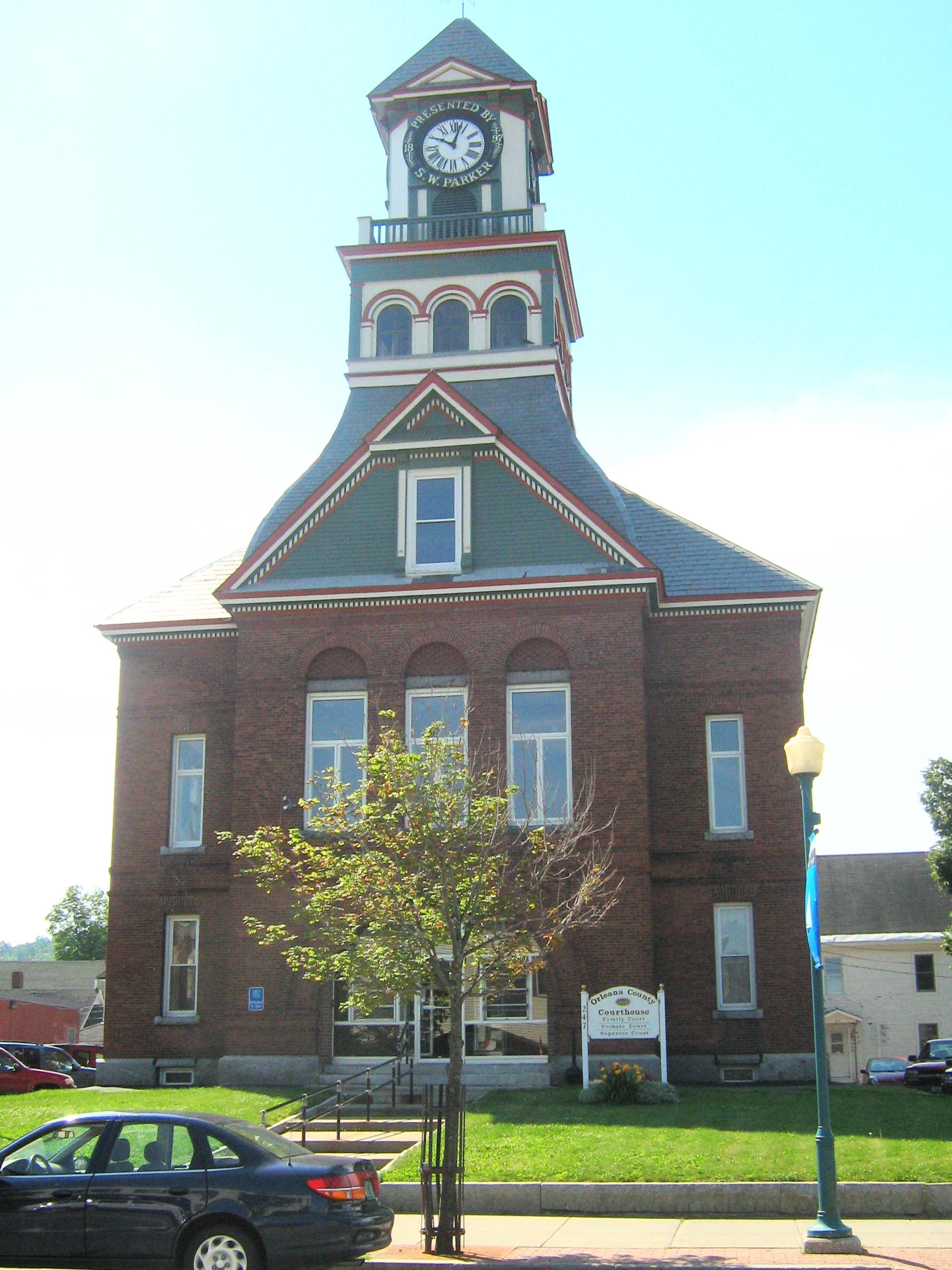
Palacio de Justicia del Condado de Orleans